# Sistema hidráulico del Azud de Encarroz
El sistema hidráulico del Azud de Encarroz (denominado en valenciano, y de forma general Assut d'en Carròs) es un sistema de riego que sirve a la mayor parte de la comarca de la Safor, en la provincia de Valencia. Otro nombre por el que se conoce al sistema es el de Canales Bajos del Serpis.

## La red de riego tradicional de la Huerta de Gandía
La Huerta de Gandía es el abanico de terrenos aluviales delimitado por las sierras Falconera, de la Safor y Fontanelles, y la costa mediterránea entre la desembocadura del Serpis y Oliva. Es una zona de gran productividad agrícola que se caracteriza por cultivos intensivos. La irrigación de dichos cultivos se realiza con las aguas del río Serpis y las de su afluente por la izquierda, el Vernisa (Vernissa).
El sistema de riego de la Huerta de Gandía dependiente del río Serpis se origina en dos azudes de grandes dimensiones que son el de Encarroz  y el de En March. Estos azudes alimentan acequias que permiten el riego a ambos lados del río. Por la orilla izquierda se origina la Acequia de Encarroz, a partir del azud de su nombre, y la Acequia de En March, que ya no es funcional y que se origina en el azud homónimo.
Una tercera acequia que riega esta parte es la de Vernisa, que se origina en el Azud de Palma y que toma aguas del río Vernisa, afluente del Serpis.
El territorio irrigado a partir del azud de Encarroz incluye la totalidad o partes de los términos municipales de Ador, Almoines, Alquería de la Condesa, Bellreguart, Beniarjó, Beniflá, Daimuz, Fuente Encarroz, Gandía, Guardamar, Miramar, Oliva, Palma de Gandía, Palmera, Piles, Potríes, Rafelcofer, Real de Gandía y Villalonga. Salvo este último municipio, el resto se integran en la Comunidad de Regantes Riegos del Río Alcoy (C.R. Riu d'Alcoi).

## Historia
Los estatutos de la comunidad de regantes establece el origen de sus derechos de uso del agua en tiempo "inmemorial", tanto para el riego como para el uso como fuerza motriz.Por ello la propia comunidad de regantes manifiesta que el origen del sistema de explotación de las aguas habría de remontarse al menos a la época musulmana.
En la comarca de la Safor existía en época musulmana una compleja red hidráulica basada las dos principales corrientes fluviales de la comarca, los ríos Serpis y Vernisa. El agua se tomaba del Serpis y se distribuía por una red de acequias, que en aquella época era una obra de piedras, ramas y algas, a partir de los azudes. Uno situado entre Potries y Villalonga, y que partía por la orilla derecha del río una acequia cuyo sistema regaba las tierras meridionales de la comarca, desde Gandía al condado de Oliva. En la  orilla izquierda había un segundo azud que llevaba las aguas a Palma y Ador; y en esa misma orilla, cerca de  Potríes, un tercer azud, permitía el riego de la margen izquierda. Las aguas que sobraban       de estos dos azudes del lado izquierdo se canalizaron en el siglo XVI mediante un acueducto en piedra que pasando sobre el río Vernisa irrigaba  las tierras del Real de Gandía, Gandía y numerosas alquerías distribuidas por ese sector la comarca.
La documentación conservada sobre derechos y obligaciones en el uso del agua del Serpis en la Safor se remonta al siglo XIII. La más antigua es la Ordenanza del Rey Don Jaime I, del año 1239. Otras fuentes de ese mismo siglo son el Acta de Don Pedro Trujillo, Teniente del Castillo y Valle de Beyrent, de 18 de agosto de 1244; los privilegios concedidos por el Rey Don Pedro en 13 de enero de 1282; y los del Castillo de Beyrent y Gandía. Esta normativa de usos y aprovechamientos fue corroborada por la Real Audiencia de Valencia, en el proceso instado en 14 de enero de 1688, por el Duque de Gandía, Conde de Oliva y los Síndicos de las Villas de Gandía y Oliva contra el  Conde de Santistevan y Cocentaina.
Entre les siglos XIII y XV se realizaron algunas obras hidráulicas básicas del regadío tradicional de la Safor: la Acequia del Rey (Séquia del Rei), la Acequia Nueva del Vernisa (Séquia Nova del Vernissa), la Acequia de Encarroz (Séquia d’en Carròs) y la Acequia de En March (Séquia d’en March).
El 30 de agosto de 1854 se constituyó la comunidad de regantes, denominada “Riegos del Río Alcoy”, en Gandía, donde tiene su sede.Sus estatutos originales se aprobaron en Real Orden de 17 de junio de ese mismo año. Las ordenanzas de la comunidad se aprobaron por Real Orden de 17 de septiembre de 1927 y fueron modificadas en 1975, 1995, 1996 y 1998.
Desde 1958, la principal infraestructura de regulación del río Serpis es el embalse de Beniarrés (26,5 Hm3), cuyo funcionamiento condiciona  el suministro de agua de la Huerta de Gandía más allá de la gestión propia de los riegos tradicionales. Las principales funciones del pantano de Beniarrés son la irrigación y el control de inundaciones. El uso agrícola supone el 72% de la demanda total de agua en la cuenca del Serpis, y se produce en su parte baja en dos sistemas distintos. Por un lado están los Canales Altos, los cuales se alimentan exclusivamente de aguas superficiales; por otro lado están los Canales Bajos, que usan aguas superficiales y subterráneas. El suministro para las áreas urbanas proviene de aguas subterráneas.

## Descripción general del sistema hidráulico del Azud de Encarroz
En el Azud de Encarroz se originan dos acequias. Por la orilla izquierda, la Acequia de Encarroz. Esta acequia, junto con la de En March (que se origina en el azud homónimo un kilómetro aguas abajo y que ya no está en servicio). En conjunto, riegan la partida de l'Alfàs, que se extiende por los municipios de Ador, Beniarjó, Palma de Gandía y Real de Gandía. Las aguas sobrantes se incorporan a la Acequia de Vernisa.
Desde el Azud de Encarroz, por la orilla derecha, surge la Acequia Real de Alcoy (Séquia Reial d'Alcoi), la cual recorre  desde el municipio de Villalonga, la parte sudoccidental del término de Potríes hasta llegar al partidor de la Casa Fosca.
En el partidor de la Casa Fosca, la Acequia Real de Alcoy se descompone en dos nuevas acequias, que son la Acequia Común de Gandía y Oliva (Séquia Comuna de Gandia i Oliva), que va hacia la izquierda, y la Acequia del Rebollet, que lo hace hacia la derecha.
La Acequia Común de Gandía y Oliva se dirige hacia el noreste, atravesando suelo residencial e industrial del término de Potríes, hasta la partida de La Palanca, llegando al partidor de la Casa Clara.
La Acequia del Rebollet o de Dues Portes, alimenta un sistema de riego que incluye numerosas canalizaciones de derivación y cubre parte de los municipios de Potríes, Fuente Encarroz y Oliva.
En el partidor de la Casa Clara, la Acequia Común de Gandía y Oliva se descompone en dos nuevas acequias, que son la Acequia Común de Gandía (Séquia Comuna de Gandia), que va hacia la izquierda, y la Acequia Común de Oliva (Séquia Comuna d'Oliva), que lo hace hacia la derecha.
La Acequia Común de Oliva, que tiene su origen en el partidor de la Casa Clara, riega los términos de Potríes, Fuente Encarroz, Rafelcofer, Bellreguart, Palmera, Alquería de la Condesa, Miramar, Piles y Oliva.
La Acequia Común de Gandía, que tiene su origen en el partidor de la Casa Clara, riega los términos de Beniflá, Beniarjó, Almoines, Bellreguart, Gandía, Daimuz, Guardamar y Miramar. Esta acequia distribuye progresivamente sus aguas mediante diversas canalizaciones, como la Acequia de Bellreguart (Séquia de Bellreguard), Acequia del Árbol (Séquia de l'Arbre), Acequia de Daimuz (Séquia de Daimús) y la Acequia de Benieto (Séquia de Benieto), todas las cuales se distribuyen en sus correspondientes hilos.

## Distribución de las aguas

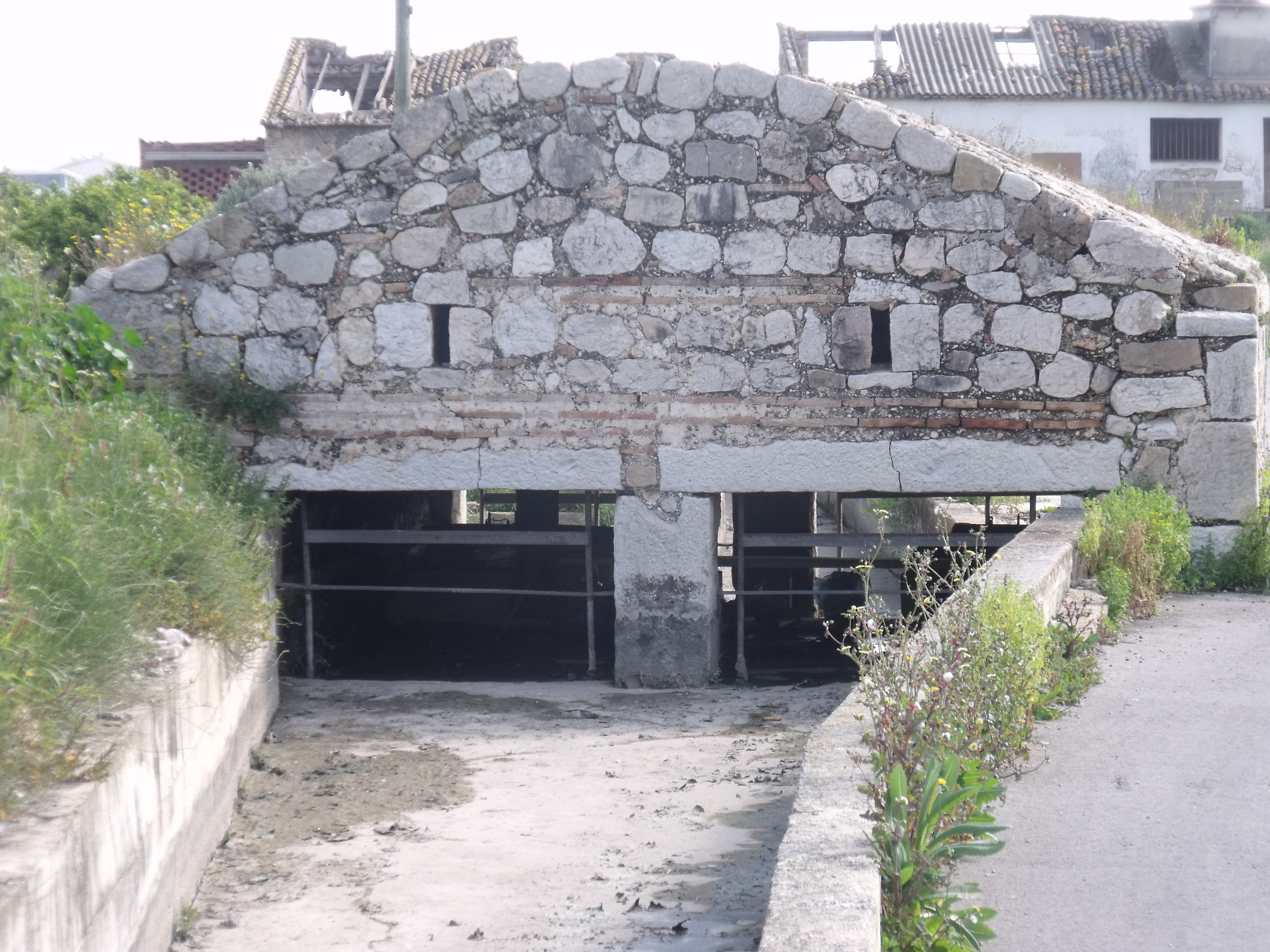
Partidor del Molino de Baix, en Rafelcofer. Los partidores distribuyen el agua entre grupos de usuarios. Para evitar infracciones, se sitúan en edificios cerrados. El acceso se limita a una puerta, y las entradas y salidas de agua de protegen con rejas de hierro. En la parte de entrada y salida de las acequias, estas han de ser sólidas. En la imagen son modernas y están revestidas de cemento, pero ya las Ordenanzas del mandaban que fueran de piedra.

La distribución de los caudales se lleva a cabo a medida que las aguas discurren por los diversos partidores y otros elementos de reparto. Este reparto puede hacerse en proporción al caudal -dos o más cauces reciben agua al mismo tiempo- o por asignaciones de tiempo de uso. El uso no siempre es de riego, ya que también se tiene presente el uso de los molinos y algún otro, como la fábrica de seda de Almoines.
Las «Ordenanzas. Riegos del Río Alcoy. Gandía», de 1927, en su artículo 4.º indican el reparto entre las acequias, en función del número de hanegadas regadas o servidas por cada acequia. La hanegada valenciana equivale a 831,0964 m² y los molinos, centrales hidroeléctricas, fábricas y otros usuarios se valoran en cantidades equivalentes de hanegadas.
Acequia Real de Alcoy. El citado documento comienza por la Acequia Real de Alcoy. Esta acequia no regaba ningún terreno, pero sí suministraba agua a la central hidroeléctrica del Molino de los Frailes y a la antigua estación del ferrocarril de Alcoy a Gandía. La central contaba como 186 hanegadas y la estación como otras 10, por lo que a efectos de repartos este cauce contaba como si abonara 196 hanegadas.
Acequia de Encarroz. La otra acequia que se abre en el azud es la Acequia de Encarroz. Esta recibía «una décima nona y media partes del agua tomada por la Acequia Real». La Acequia de Encarroz a su vez distribuía el agua entre sus usuarios por tiempo. Cada semana, tres días y medio suministraba a las partidas del Alfás, 423 hanegadas en el término de Palma de Gandía y 676 en el de Ador. Los otros tres días y medio las aguas se aportaban al Sindicato de Riegos de la Acequia del Vernisa, la cual disponía de suministros propios de agua adicionales, por lo que regaba una superficie mucho mayor: 5445 hanegadas. El conjunto de la Acequia de Encarroz suministraba riego a 6544 hanegadas y fuerza motriz a cinco molinos -equiparados a 684 hanegadas. Un total de 7228 hanegadas.

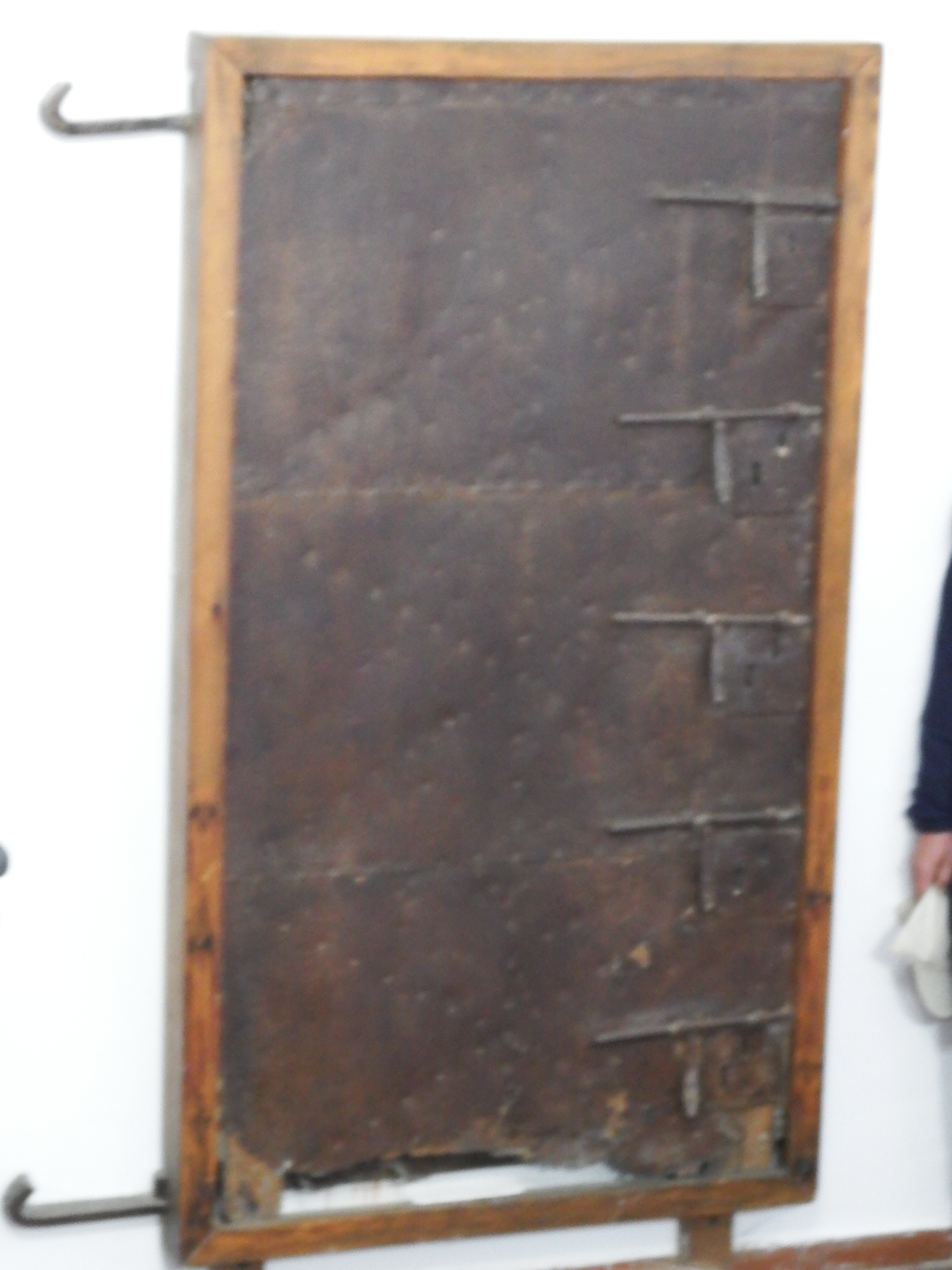
Puerta de acceso al Azud de Encarroz conservada en el Ayuntamiento de Potríes. Como parte del sistema de distribución, los azudes también estaban protegidos para evitar su manipulación. En este caso el acceso requería de la presencia de representantes de cinco agrupaciones de usuarios.

Acequia del Rebollet. Las aguas de la Acequia Real de Alcoy, con la salvedad de la pequeña cantidad dispensada por ella misma, llegan a la Casa Fosca donde se reparten. Dos partes de un total de 7,5 se destinan a la Acequia del Rebollet. El reparto de esta se realiza por ciclos de 18 días entre las tres redes que alimenta. Tres días y 22 horas corresponden al Fil del Poble, en Potríes. Siete días y 20 horas corresponden a Fuente Encarroz. A Oliva, mediante la Acequia Madre, corresponde el resto: seis días y seis horas. La acequia regaba en el momento de redacción de las Ordenanzas 4970 hanegadas y alimentaba siete molinos (equivalentes a 758 hanegadas); 5728 hanegadas en total.
Las otras 5,5 partes de la distribución de la Casa Fosca van mediante la Acequia Común de Gandía y Oliva hasta el partidor de la Casa Clara.
Acequia Común de Oliva. Las aguas que llegan al partidor de la Casa Clara se reparten de forma que quince partes pasan a la Acequia Común de Oliva y las otras diez a la de Gandía. Este flujo ha de ser repartido a su vez. Para ello las quince partes pasan a considerarse diez hilos, los cuales se reparten entre municipios, correspondiendo 4 a Oliva, 1 5/7 a Rafelcofer, 1 3/7 a Piles, 1 a Alquería de la Condesa, 5/7 a Palmera y otro tanto a Miramar, 2/7 a Fuente Encarroz, y 1/7 a Bellreguard. La red de esta acequia atendía a nueve molinos, equivalentes a 650 hanegadas y 3/4, y regaba 10 310 hanegadas; un total de 10 960 hanegadas y 3/4. 
Acequia Común de Gandía. Las aguas que llegan al partidor de la Casa Clara se reparten de forma que diez partes pasan a la Acequia Común de Gandía y las otras quince a la de Oliva. La parte correspondiente a la Acequia Común de Gandía sufre varias distribuciones sucesivas. En primer lugar, las diez partes asignada en la Casa Clara se consideran diez hilos, de los que cuatro se destinan a Almoines, Bellregart, Beniflá y Beniarjó, un hilo a cada municipio. Los seis hilos restantes pasan a considerarse 10 hilos y 1/4 en el Partidor de Almoines, y de estos cuatro van destinados a sendos municipios (Almoines, Bellreguard, Guardamar y Miramar). Los 6 hilos y 1/4 restantes pasan a considerarse 5 hilos y 1/4 en el partidor de Daimuz, que nuevamente los reparte, esta vez cuatro a Gandía y 1 y 1/4 a Daimuz.
La Acequia Común de Gandía movía cuatro molinos y la fábrica sedera de Almoines, equiparándose esta fuerza a 302 hanegadas y 1/2, a las que se sumaban otras 7093 hanegadas de regadío; un total de 7395 hanegadas y 1/2.
El conjunto del sistema, en 1927, fecha de la Ordenanza, regaba 28 917 hanegadas, a las que había que añadir las equivalente por uso de fuerza motriz (2591 hanegadas y 1/4).La cantidad de tierra irrigada determina los derechos y obligaciones de los regantes dentro de la Comunidad de Regantes de la que forman parte. Las cantidades de agua son proporcionales al caudal disponible.

## Elementos significativos
En el año 2008, el Consell Valencià de Cultura realizó un informe sobre el sistema hidráulico del Azud de Encarroz. En él se indica que está formado por los siguientes elementos:

- Assut d'En Carròs, Sèquia Reial del Sèrpis, Sèquia d'En Carròs o Palma, Partidor de la Casa Fosca, Sèquia del Rebollet, Sèquia comuna de Gandia i Oliva, Partidor de la Casa Clara, Sèquia comuna de Garcia, Sèquia comuna d'Oliva, Partidor del Cano, Sèquia Sotaia, Sèquia Miramar y Sèquia Oliva;
- lavadero público de la acequia de Potries;
- Molí de l'Espart, Molí Canyar o d'Aynat, Molí dels Anouers y Molí de la llum, Serreria o Batistet.
Consell Valencià de Cultura

Además de estos elementos referidos por el Consell, existen otros bienes relacionados con esta red hidráulica que están protegidos como bienes de relevancia local o que figuran en clasificados como bienes inmuebles de etnología.

### Azud de Encarroz
Este azud es la pieza clave desde la que se inicia todo el sistema de riego. Se conoce habitualmente como Assut d'en Carròs, que es su nombre en valenciano, y también se le denomina Azud de Villalonga, por ser este el municipio en que se encuentra. Está en las proximidades del punto kilométrico 8,2 de la carretera CV-680, a una cota de 70 m s. n. m. Es la principal obra hidráulica en la parte baja del Serpis.
El azud se menciona desde finales del siglo XIV y su forma, estructura, y materiales ha cambiado sustancialmente a lo largo del tiempo. Al menos hasta el tercer cuarto del siglo XVIII fue una endeble estructura de «broza, alga y piedras movedizas, las que regularmente se lleva el río en todas las avenidas». Hacia mediados del siglo XIX ya se trataba de un sólido dique de mampostería y mortero de cal, revestido con losas de piedra calcárea.
El azud presente a inicios del siglo XXI mantiene una estructura de tres partes o sectores diferenciados. Se finalizó en el año 1990. La financiación de la obra corrió a cargo de Comunidad de Regantes de los ríos Alcoy y Vernisa y de la Consejería de Agricultura y Pesca de la Generalidad Valenciana. El proyecto fue redactado en la Confederación Hidrográfica del Júcar.

### Partidores

#### Partidor de Casa Clara
El partidor de Casa Clara distribuye las aguas de la Acequia Común de Gandía y Oliva entre la Acequia Común de Gandía y la Acequia Común de Oliva.

#### Partidor de Casa Fosca
El partidor de Casa Fosca divide la Acequia Real de Alcoy y la reparte entre la Acequia Común de Gandía y Oliva (35 files), y la Acequia del Rebollet (13 files).

#### Partidor de la Acequia de Miramar y Fil del Bartolí
Situado cerca de la partida de La Vega, en el municipio de Rafelcofer, la finalidad de este partidor es separar un hilo para el riego de la partida de El Bartolí, que forma parte del municipio de Palmera. El cauce principal de la Acequia de Miramar continúa por la izquierda hacia el Molino de Miquel, mientras que el Fil del Bartolí se abre hacia la derecha. Está calificado como bien inmueble de etnología por la Generalidad Valenciana.

#### Partidor de Sotaia
El Partidor o Cano de Sotaia se encuentra sobre la Acequia Común de Oliva. Desgaja de esta acequia la de Miramar y el Fil del Molí, mientras que otra parte de la aguas continúa como Acequia Común de Oliva.Está inscrito como bien inmueble de etnología.
Este partidor es anterior a la Concordia de 1511, si bien ha sido modificado en diferentes ocasiones. Una con motivo de dicha concordia, posteriormente en el siglo XIX, y al menos una vez más en la década de 1960.

#### Partidor del Molí de Baix
Está situado en el municipio de Rafelcofer, en la parte oriental del municipio, a unos cien metros del molino de Baix. Posee una tipología similar a otros de la zona, pues consta de una caseta de planta rectangular, construida en mampostería de piedra careada en calicanto con cuatro grandes sillares en las esquinas; posee una puerta de acceso. Recibe las aguas de la Acequia Común de Oliva y deriva dos hilos, el Fil de l'Alqueria de la Comtessa y el Fil del Poble. Construido en el siglo XVI, debió reformarse en 1849. Está calificado como bien inmueble de etnología por la Generalidad Valenciana.

#### Partidor del Molino de Boleda
El partidor divide la Acequia del Rebollet separando de la misma el Fil de la Foia. Se encuentra en el noreste del municipio de la Fuente Encarroz, en la partida de la Muntanyeta Llarga, próxima al Molino de Boleda. Posee un pequeño medidor de cerámica y forma junto con el gallipuente que lo atraviesa un conjunto calificado como bien inmueble de etnología por la Generalidad Valenciana.

#### Partidor del Racó
Situado la partida de El Racó, en el término de Rafelcofer, segrega el Fil del Racó de la Acequia Común de Oliva. Está protegido en una caseta de mampostería careada que posee una pequeña puerta y rejas en las entradas y salidas del agua. Construido en el siglo XVI, la presencia de la inscripción 1849 en una de las piedras de mampostería se interpreta como indicio una remodelación en esa fecha. Está calificado como bien inmueble de etnología por la Generalidad Valenciana.

#### Partidores de la Acequia Común de Oliva
Se trata de un partidor se ubicado en la partida de La Sort del municipio de Alquería de la Condesa, próximo al cementerio del mismo. Recibe las aguas de la Acequia Común de Oliva y las distribuye en tres: dividiéndola en tres: la sèquia de Piles, la de la Caixa y la de Rafalatar. El partidor consiste en una ampliación del cajero de la Acequia Común. Está calificado como bien inmueble de etnología por la Generalidad Valenciana.

### Acequias

#### Acequia Común de Gandía y Oliva

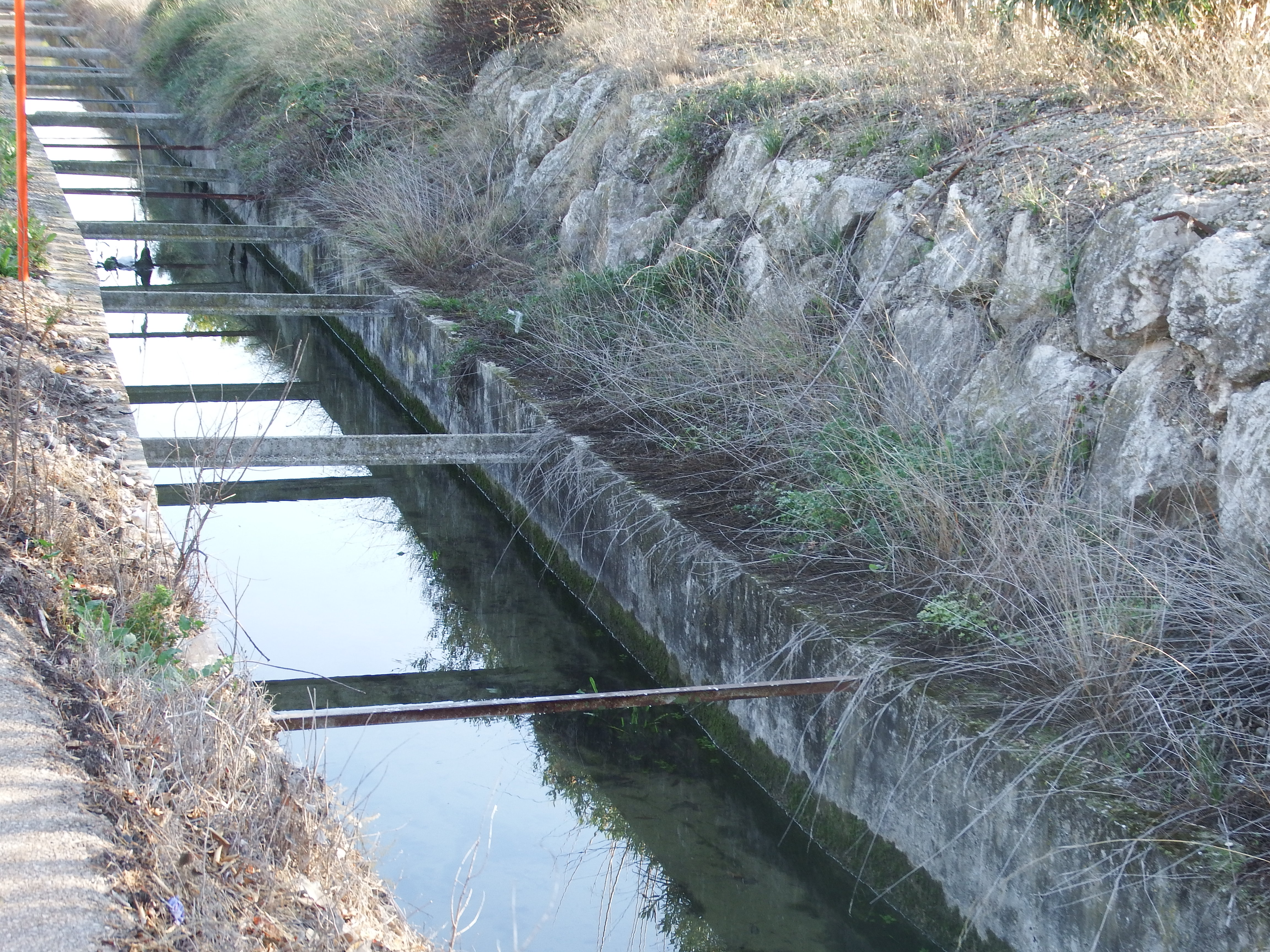
Acequia Común de Gandía y Oliva

La Acequia Común de Gandía y Oliva se inicia en el partidor de la Casa Fosca y acaba en el de la Casa Clara, donde se divide originando la Acequia Común de Gandía y la Acequia Común de Oliva. Por tanto, todo su recorrido se desarrolla en el término de Potríes, y su función es exclusivamente la de aportar las aguas al partidor para que en este se distribuyan entre las acequias Común de Gandía y Común de Oliva.

#### Acequia Común de Gandía
La Acequia Común de Gandía (Séquia Comuna de Gandia) se inicia en el partidor de la Casa Clara en el municipio de Potríes. Recorre, además de este municipio, los de Beniflá, Beniarjó y Almoines. También se benefician de sus aguas los de Bellreguart, Daimuz, Gandía, Guardamar y Miramar, ya que alimenta una red de acequias principales, que son la Acequia de Bellreguart (Séquia de Bellreguard), Acequia del Árbol (Séquia de l'Arbre), Acequia de Daimuz (Séquia de Daimús) y Acequia de Benieto; las cuales a su vez distribuyen aguas mediante hilos y brazales secundarios.

#### Acequia Común de Oliva
La Acequia Común de Oliva (Séquia Comuna d'Oliva) se inicia en el partidor de la Casa Clara en el municipio de Potríes. Recorre, además de este municipio, los de Fuente Encarroz, Rafelcofer y Alquería de la Condesa. También se benefician de sus aguas los de Bellreguart, Miramar, Oliva, Palmera y Piles, ya que las aguas se distribuyen por una red de acequias principales -Acequia Colectora de la Mitjana, Acequia de Miramar o de Sotaia, Acequia de Rafalatar, Acequia de Piles o del Molí y Acequia de la Caixa- que a su vez alimentan otras secundarias, así como hilos y brazales secundarios.

#### Acequia del Rebollet

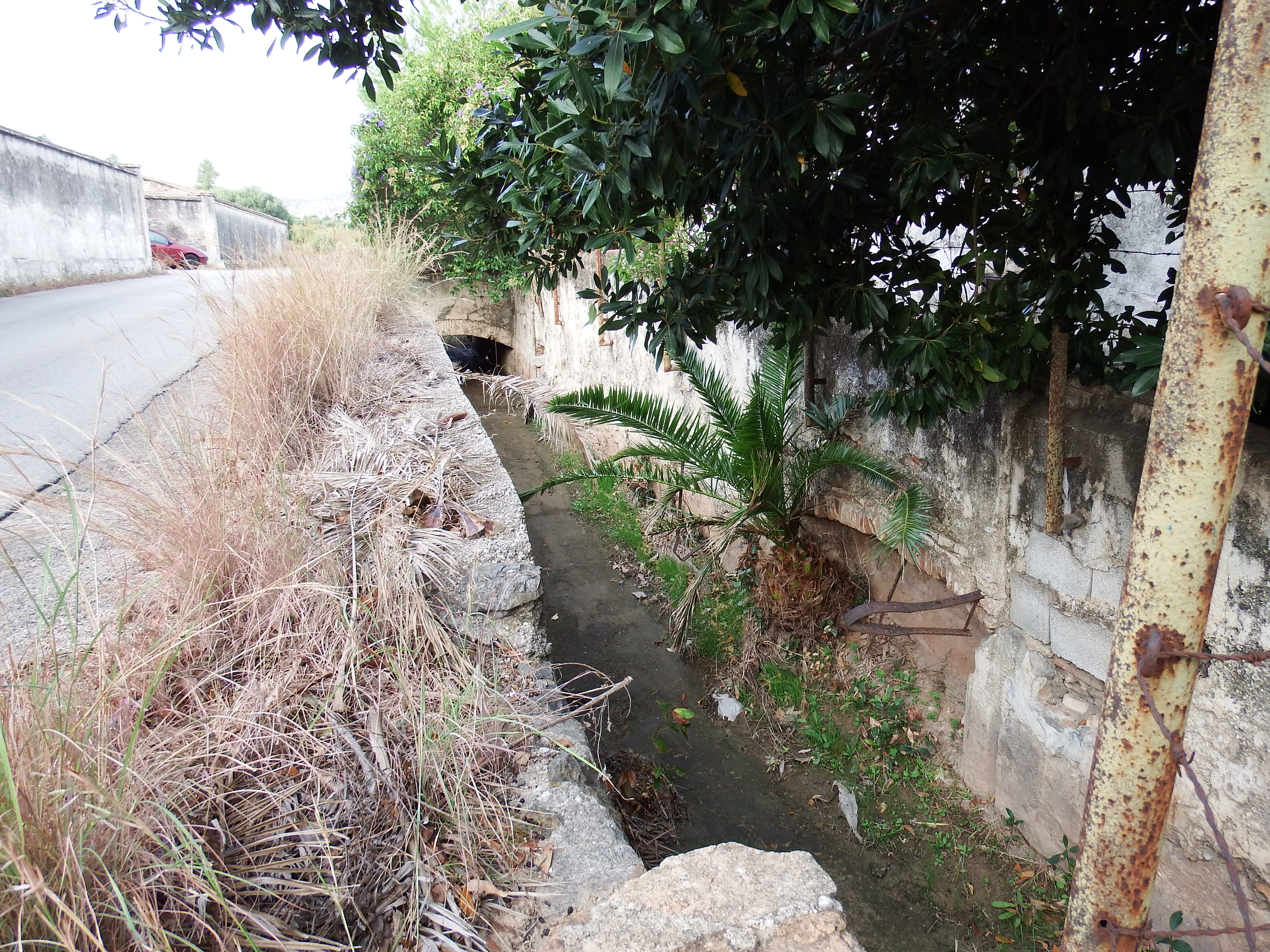
Tramo de la Acequia del Rebollet junto al Molino del Ángel o Fábrica del Esparto

La Acequia del Rebollet, también llamada de Dues Portes, alimenta un sistema de riego que cubre parte de los municipios de Potríes, Fuente Encarroz y Oliva; e incluye numerosas canalizaciones de derivación, las cuales se han ido desarrollando y modificando a lo largo de la historia.Las dos puertas por las que también se le conoce hacen referencia a la parte que les corresponde en el partidor de la Casa Fosca.Rebollet era un antiguo término de la Safor que hacia 1400 comprendía la villa de Oliva junto con las alquerías de Fuente Encarroz, Potríes, Rafelcofer, la Alcudiola de Rafelcofer, Beniflá y Elca.
El fragmento de esta acequia que pasa frente a la Fábrica del Esparto tiene una catalogación como bien inmueble de etnología. Es un tramo cuyo origen se remonta a los siglos XV o XVI y que fue transformado en los años mil novecientos treinta.

#### Acequia Real de Alcoy
Recibe su nombre del río Serpis, también llamado Alcoy, por lo que también se conoce como Acequia Real del Serpis. La Acequia Real se inicia en el Azud de Encarroz, junto a Les Casetes de l'Assut, en el municipio de Villalonga, a 70 m s. n. m. Se dirige en dirección norte por el mismo municipio durante un kilómetro, regando la partida de El Reconc. Penetra luego en el municipio de Potríes, donde recorre otros 800 metros por la partida de la Casa Fosca.

### Molinos y otros usuarios de fuerza

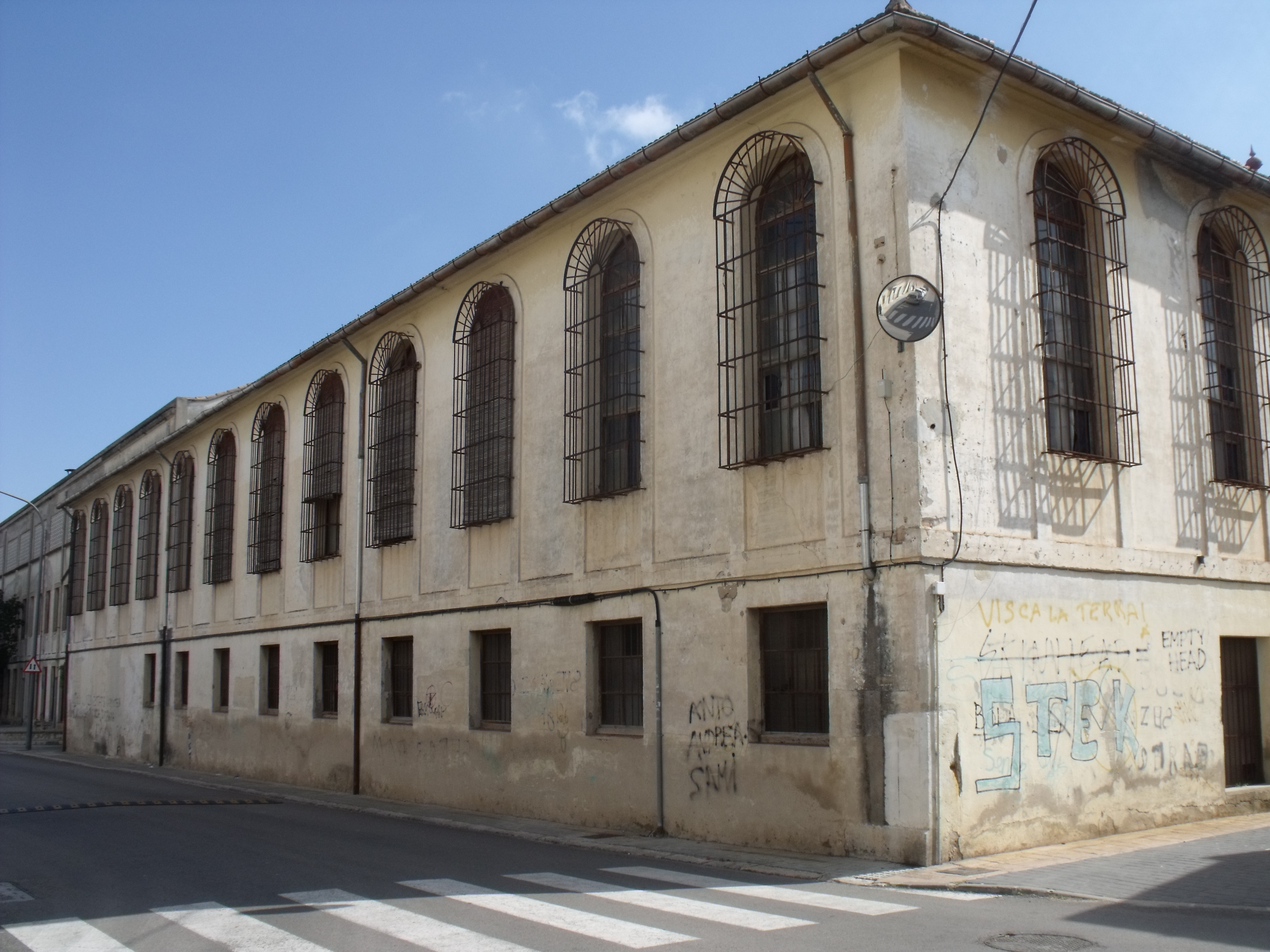
Edificio de la antigua fábrica Lombard Frères

#### Fábrica de Seda Lombard
Es un edificio protegido como bien de relevancia local (número del Índice General del Patrimonio de la Comunidad Valenciana 46.034-9999-000002). Se trataba de una hilatura de seda ubicada en Almoines. Fue fundada en 1848 por Enrique Lombard Gaujoux, propietario de una fábrica de tejidos en Nimes. Lombard se acercó inicialmente a la Safor en busca de la materia prima para sus fábricas francesas.

#### Fábrica del Esparto
También conocida como Molino de Parets o Molino del Ángel. Se trata de un antiguo molino harinero del siglo XVII que aprovechaba la corriente de agua de la Acequia del Rebollet. Hacia 1930 se reconvirtió en fábrica de esparto, industria que utilizaba la misma fuente de energía.

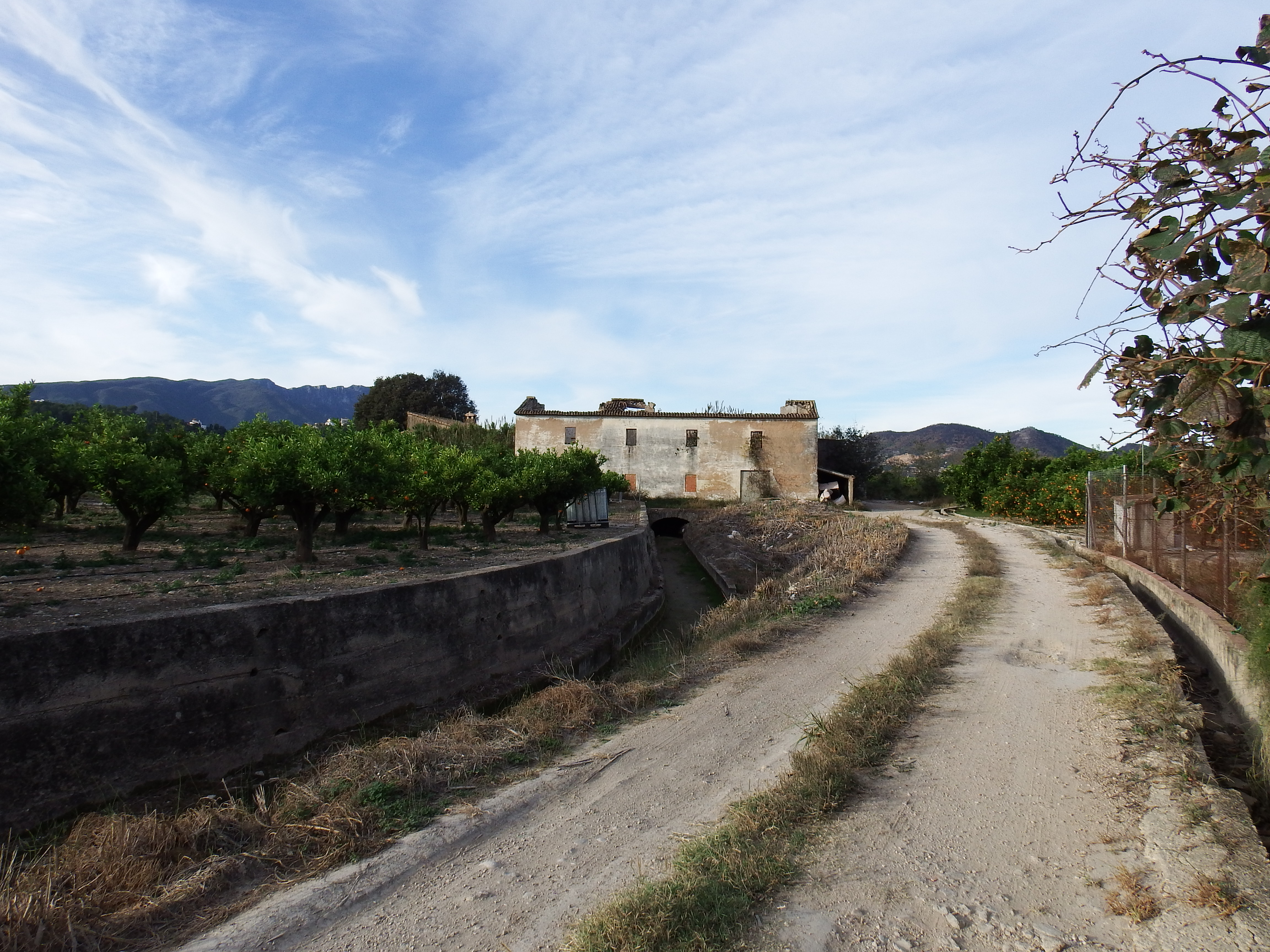
Molí dels Anouers

#### Molí dels Anouers
Molino hidráulico en el término de Potríes, alimentado por la Acequia Común de Oliva.Se construyó en el siglo XV y se encuentra 1600 metros aguas abajo del Molino Canyar.

#### Molí Peiró
Molino hidráulico en el municipio de Almoines, alimentado por las aguas de la Acequia Común de Gandía. Se le menciona en la relación de bienes hecha antes de la expulsión de los moriscos en 1609. Se vuelva a citar en documentos del siglo XVIII. Se convirtió en la fábrica de harina más importante de la comarca, para lo que se le agregó una turbina en la década de 1920. La ficha bien inmueble de etnología de la Generalidad Valenciana indica que la estructura interior y exterior del edificio se encontraba -en 2004- muy alterada por los sucesivos usos que había tenido en las cuatro décadas anteriores; albergando en ese momento una carpintería y taller de lacado de muebles. No obstante en las distintas dependencias se conservaba, de forma inconexa, diverso equipamiento de la fábrica y molino de harina. 

#### Molino Canyar
Este molino hidráulico está situado en la partida de La Campina, término de Potríes. Recibe el agua proveniente del partidor de la Casa Clara por la Acequia Común de Oliva. En 1511 se le llamaba Molino Aynat, por Gaspar Aynat. En 1745 ya se cita el nombre de Molino Canyar o del Canyar, por el cañaveral junto a la alquería de Llopis. Construido probablemente en el siglo XV, fue rehecho de nuevo en el segundo tercio del XIX. Aunque originalmente molino harinero, posteriormente pasó a ser fábrica de electricidad para la iluminación pública de Alquería de la Condesa y para su autoconsumo. Luego se convirtió en molino arrocero y poco a poco llegó a ser uno de los más importantes molinos industriales de arroz de la comarca. Sin dejar de ser molino de arroz, también fue fábrica de hielo hasta el cese de su actividad hacia 1974. En 1998 se convirtió en restaurante, pero los propietarios mantuvieron el primitivo banco con dos muelas harineras de trigo catalanas y las muelas industriales del molino de arroz con sus engranajes que accionaban los demás mecanismos del molino.

#### Molino de Boleda
Conocido como Molí Boleda, Molí Bolera y Molí Arboleda, es un molino hidráulico situado en el municipio de Fuente Encarroz, alimentado por la Acequia del Rebollet.Su construcción data del siglo XVIII. La ficha elaborada para la Generalidad Valenciana en 2004 indica que pese a ser una ruina sin techo, conservaba toda la estructura hidráulica.
En el conjunto también hay un pequeño lavadero al descubierto situado en su fachada principal.

#### Molino de Catalá o del Salsero
Este molino está situado en el municipio de Alquería de la Condesa, en el punto donde convergen las partidas de El Rabat, Sort y Passadores. Según la ficha del inventario de bienes inmuebles de etnología, redactada en 2004, era «el único molino que después de su reconversión industrial sigue activo como fábrica de elaboración de arroz y sus derivados». Antes fue de uso también harinero, pues consta que en 1920 tenía dos muelas harineras y una arrocera. Aunque fue transformado a mediados del siglo XX, de su estructura original se conservan la casa y la vivienda de dos plantas de mampostería de ladrillo enlucida con cemento.
Su denominación le viene de la familia Català, quienes fueron arrendatarios del molino desde 1890 y propietarios del mismo desde 1945.

#### Molino de Miramar
Este molino era movido por las aguas de la Acequia de Miramar que acumulaba en una pequeña balsa de forma irregular. Mencionado por Madoz en 1845 y en el Nomenclátor de 1860 (donde figura como Molí Ros). Era un edificio de piedra de sillería de dos plantas situado en el extremo sureste del pueblo. Cesó su actividad en la década de 1940. En abril de 1994 se produjo su derribo y su superficie se destinó a instalaciones deportivas municipales. Pese a constar como desaparecido («desaparegut»), figura en la lista autonómica de bienes inmuebles de etnología.

#### Molinos de Beniarjó
Tanto el fichero de bienes inmuebles de etnología de la Generalidad Valenciana como el listado de Sendra Bañuls contemplan dos molinos hidráulicos en el municipio de Beniarjó: los molinos de Tola y Capitán.
El Molino de Tola se encuentra en la partida de Pardines. El edificio es del siglo XVIII. A lo largo de su historia ha tenido los nombres de Molí de Moran, también escrito Morand o Morant, hacia 1831. En 1860 se le llamaba Molí del Duc y en 1927, de Pardines. El molino procesaba arroz y maíz hasta que sufrió un incendio en 1944. A raíz de ello se le incorporó en 1945 o 46 una turbina procedente de Zaragoza, para la fabricación de hielo. La concesión molinera, dependiente del Servicio Nacional del Trigo, pasó a un molino de Sevilla. A inicios del siglo XXI se dedicó a tienda de muebles.
El Molino Capitán (Molí Capità) fue en sus inicios -siglo XV- un trapiche azucarero movido por tracción animal, construido a instancias del poeta y señor de Beniarjó, Ausiàs March. En el XVI se convirtió a energía hidráulica, procedente de la Acequia Común de Gandía. En el siglo XVII pasó a ser molino harinero, y finalmente también arrocero. En el siglo XXI es una vivienda de segunda residencia.

#### Molinos de Beniflá
En este municipio hay dos molinos hidráulicos, ambos recogidos en la lista autonómica de bienes inmuebles de etnología. Se trata del Molino de Beniflá (Molí de Beniflà) y del Molino Nuevo o Molino de Avargues (Molí Nou o Molí d'Avargues). Ambos molinos dejaron de funcionar en el último cuarto del siglo XX. Se servían de la corriente del Fil de l'Alquibla, pasaban primero por el Molino de Beniflá y seiscientos metros aguas abajo, por el Molino Nuevo. La fecha de edificación del molino más antiguo se sitúa en los siglos XV o XVI, pues ya se cita en la Concordia de 1511. La fecha de construcción del Molino Nuevo se calcula entre 1831 y 1845, ya que hay dos descripciones de Beniflá para esas fechas, una de Jaubert de Passà, que menciona un molino, y otra de Pascual Madoz, que menciona dos.

#### Molinos de Rafelcofer
La lista autonómica de bienes inmuebles de etnología y el listado de Fernando Sendra Bañuls recogen ambos la presencia tradicional de cuatro molinos hidráulicos en Rafelcofer. Sin embargo, uno de ellos está derruido y los otros tres fuera de uso, con diversos grados de abandono.
La tradición molinera de Rafelcofer es larga. En un pleito de aguas de 1401 se menciona a un tal Pere  Ortolà, propietario de un molino harinero en el municipio. Los molinos se dedicaban a la obtención de harina de trigo y al descascarillado del arroz.
El Molino de la Alcudiola fue demolido en mayo de 1997, cuando aún conservaba buena parte de su maquinaria: banco del molino con tres juegos de muelas y todos los demás artefactos y utensilios auxiliares de molinería.
El Molino de Sotaia se encuentra en la partida de su nombre. Fue edificado en 1840 y 1841. Usaba el agua de la Acequia de Miramar, lo que había necesitado de una larga discusión con los regantes de Piles, Palmera, Guardamar y Alquería de la Condesa, junto con la intervención del gobernador civil de Alicante, provincia a la que en aquel momento pertenecía la comarca. El molino también recibe también el nombre de Molí de Fabrilo, por el apodo de Vicent Barber, su primer propietario. La actividad molinera cesó en 1967 y desde 1970 el edificio se dedicó a corral ovino, por lo que desaparecieron todos los mecanismos de molinería propiamente dichos.
El Molino de Bas (también se conoce como Molino del Medio, Molí del Mig o Molí d'Enmig) recibe el agua desde el de la Alcudiola, situado 1300 metros aguas arriba. El edificio de dos plantas es característico de los molinos del siglo XVIII, pero ya en la Concordia de 1511 se menciona un molino en este emplazamiento. Bas hace referencia a la familia de Baptista Negre Bas, que lo explotaba antes de la guerra civil. El molino quedó inactivo en 1965 y el edificio se utilizó como carpintería hasta los primeros años de la década de 1990, acentuándose su deterioro desde entonces.
El Molino Miquel, construido en 1876, se dedicaba tanto a la fabricación de harina como al procesado de arroz, si bien en sus últimos años se centraba exclusivamente en esta última actividad. Como fuente de energía adicional se quemaba cáscara de arroz, conservándose la chimenea. El edificio sufrió en 2000 un incendio, por lo que solo se conserva la estructura exterior.

### Lavaderos

#### Lavadero municipal de Beniflá
Figura en el listado de bienes inmuebles de etnología de la Generalidad Valenciana. Se encuentra dentro del casco urbano del municipio, en la calle del Lavadero, sobre la Acequia Común de Gandía, junto al Molino de Beniflá.

#### Lavaderos en el municipio de Potríes
En el listado de bienes inmuebles de etnología de la Generalidad Valenciana figuran dos lavaderos en Potríes.

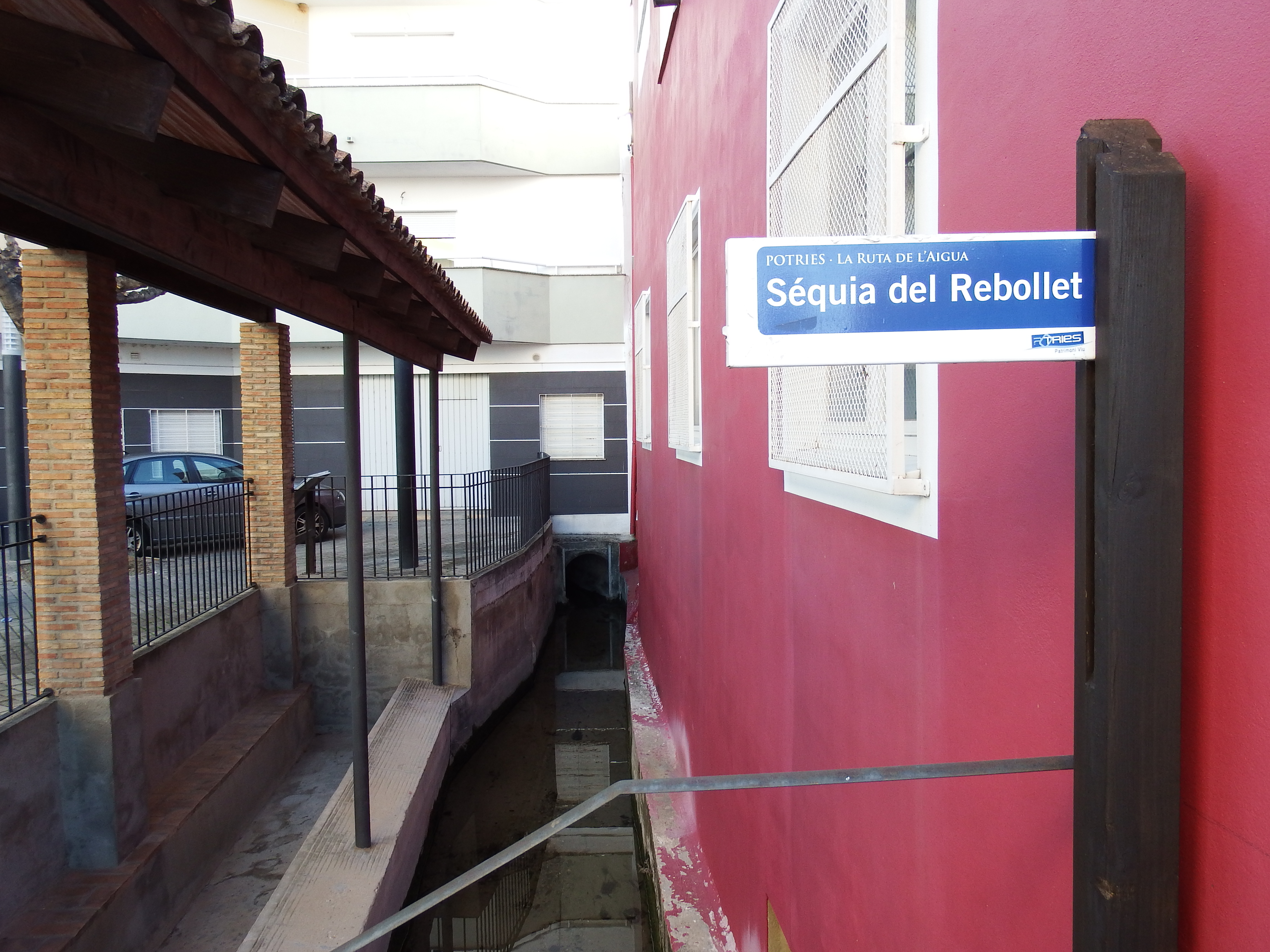
Lavadero Municipal en la Acequia del Rebollet

Uno es el situado junto a la Fábrica o Molino del Esparto. Se trata de una losa de lavado junto a la Acequia del Rebollet, y a pocos metros del molino-fábrica, pues era para el uso particular de los moradores del mismo. Se accede descendiendo tres escalones, está situado al aire libre y sin cobertura, siendo de reducidas dimensiones. La losa, de cemento, es rectangular, de 1,25 metros de largo por 40 centímetros de ancho.
El segundo lavadero con catalogación como bien inmueble de etnología corresponde al municipal de la Acequia del Rebollet, y se refiere al que se encuentra junto a la Iglesia de los Santos Juanes.Aunque esta ficha indica un mal estado de conservación, desde la redacción de la misma (1994) se han realizado obras de rehabilitación en ese y en otros lavaderos de Potríes.
Potríes llegó a contar con cuatro lavaderos públicos en los años 60, así como un número considerable de lavaderos privados en las casas situadas junto a la acequia del Rebollet, a su paso por el pueblo.